# Tangermünde
Tangermünde (in basso tedesco Tangermünn) è un'antica città anseatica dell'entroterra tedesco, situata nel Land Sassonia-Anhalt (Sachsen-Anhalt, Germania orientale). Si trova nel punto in cui il fiume Tanger affluisce nell'Elba (da qui il nome Tangermünde = "affluenza del Tanger")
Il 1º gennaio 2010 ha inglobato i comuni soppressi di Bölsdorf, Buch, Grobleben, Hämerten, Langensalzwedel, Miltern e Storkau.
Qua nacque la principessa Maddalena di Brandeburgo (1460-1496).

## Amministrazione

### Gemellaggi
- Tavarnelle Val di Pesa